# Cricotopus harrisoni
Cricotopus harrisoni är en tvåvingeart som beskrevs av Freeman 1956. Cricotopus harrisoni ingår i släktet Cricotopus och familjen fjädermyggor. Inga underarter finns listade i Catalogue of Life.